# Gauthier Louppe
Gauthier Louppe (* 12. Mai 1959 in Luxemburg) ist ein belgischer Geigenbauer und bildender Künstler.

## Leben und Wirken

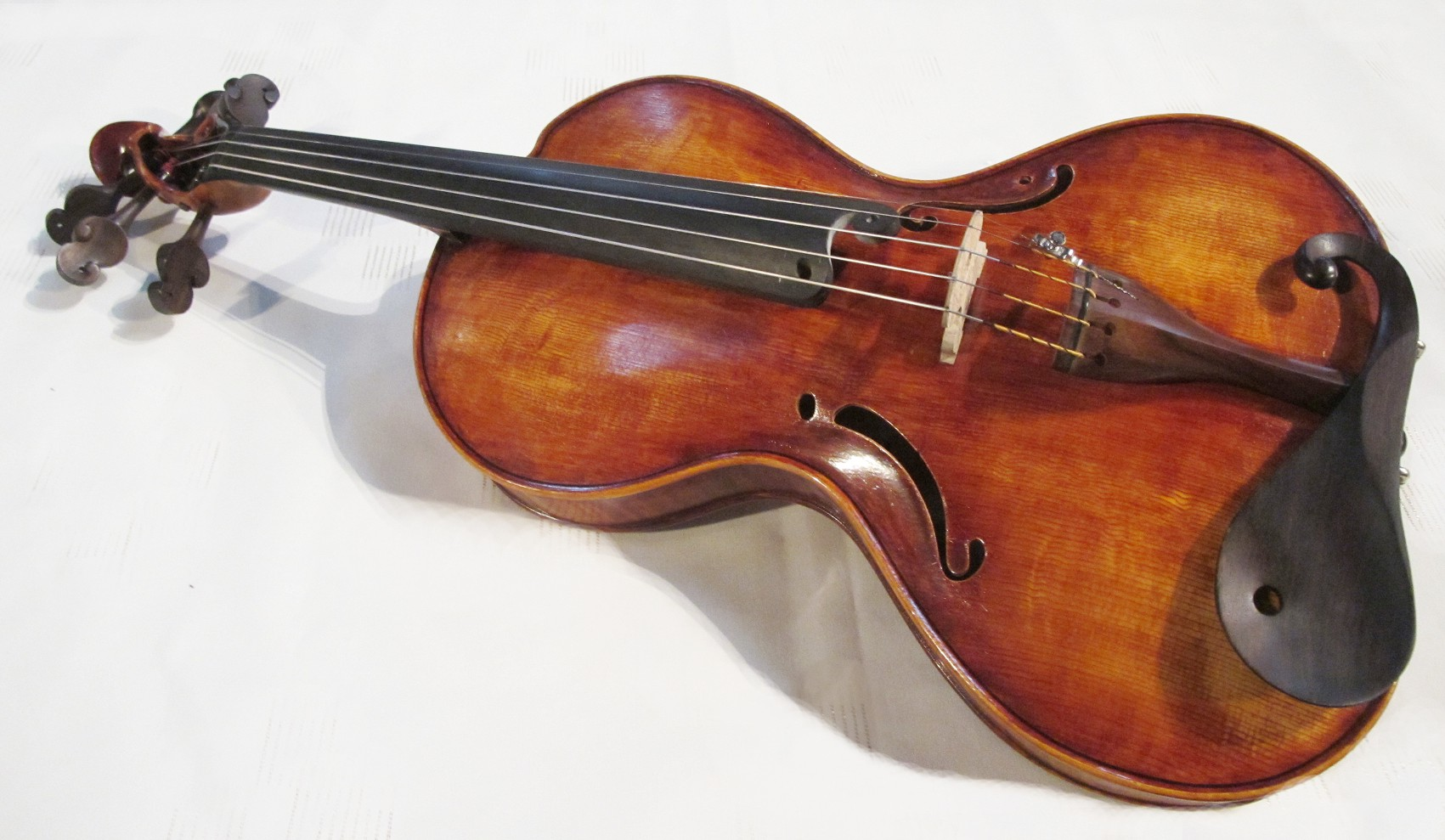
Quinton

Gauthier Louppe stammt aus einer Familie, in der das Kunsthandwerk mit dem Werkstoff Holz Tradition hatte; so erlernte er bereits in seiner Kindheit den Umgang mit den entsprechenden Werkzeugen. Seine Ausbildung zum Geigenbauer machte er zwischen 1979 und 1983 an der internationalen Geigenbauschule in Cremona. Anschließend arbeitete er in derselben Stadt beim Geigenbauer Giorgio Scolari (* 1952) und bei Mario Gadda in Mantua. Louppes Hauptarbeit ist die Restaurierung und Herstellung von Streichinstrumenten sowie der Handel.
Besondere Aufmerksamkeit erlangte er durch die Kreation neuer, abstrakter Formen im Geigenbau. In der gleichen Ästhetik baute Louppe fünfsaitige Bratschen-Geigen, Pentacle oder Quintessence, einem Instrument nachempfunden, welches bereits im 18. Jahrhundert mit dem gleichen Tonumfang als sogenannter Quinton gebaut wurde.
Wegen der abstrakten Formen seiner Instrumente nannte ihn die Presse den Dalí des Geigenbaus. Seit mehreren Jahren widmet er sich auch der Malerei und der Bildhauerei mit zumeist auf Musikinstrumente bezogenen abstrahierenden Bildern und Objekten.

## Geigenbauschule
2010 war Louppe gemeinsam mit Unterstützung der Stadtverwaltung von Marche en Famenne Initiator und Gründer der dort niedergelassenen ersten Geigenbauschule im französischsprachigen Teil Belgiens. So konnte er seine Kenntnisse einer jungen Generation von Geigenbauern weitergeben.